# Betsy McKinley
Betsy McKinley (* 3. November 1995) ist eine US-amerikanische Theater- und Filmschauspielerin sowie Model.

## Leben
McKinley ist die Tochter von Rick und Karen McKinley. Sie hat einen älteren Bruder. Nach ihrer Schulzeit besuchte sie die Schauspielschule Lesly Kahn & Co in Los Angeles. Sie trat außerdem in verschiedenen Theatern in Memphis, Tennessee, auf. Sie zierte das Cover des US-amerikanischen Jugendmagazins für Mädchen Justine Magazine.
2016 debütierte sie in dem Kurzfilm Yes or No?. Es folgten Episodenrollen in den Fernsehserien You’re the Worst, Foursome und LA to Vegas. 2018 übernahm sie eine größere Rolle in dem Low-Budget-Science-Fiction-Film Alien Siege – Angriffsziel Erde von The Asylum. Zuletzt war sie 2019 in einer Episode der Fernsehserie Malibu Rescue zu sehen.

## Filmografie
- 2016: Yes or No? (Kurzfilm)
- 2017: You’re the Worst (Fernsehserie, Episode 4x02)
- 2017: Foursome (Fernsehserie, Episode 3x01)
- 2018: LA to Vegas (Fernsehserie, Episode 1x08)
- 2018: Alien Siege – Angriffsziel Erde (Alien Siege)
- 2019: Malibu Rescue (Fernsehserie, Episode 1x01)

## Theater
- Into The Woods (Theatre Memphis)
- As You Like It (Shadow Light Theatre)
- Anne Of Green Gables (Evangelical Christian School)
- Broadway Kids (Harrell Theatre)